# Орлов, Юрий Фёдорович
Юрий Фёдорович Орлов (13 августа 1924, Москва — 27 сентября 2020, Итака, Нью-Йорк) — советский физик и правозащитник, участник диссидентского движения. Основатель и первый руководитель Московской Хельсинкской группы с 1976 года. Доктор физико-математических наук (1963), с 1968 года член-корреспондент Академии наук Армянской ССР. Профессор Корнеллского университета с 1986 года. Член Американской академии искусств и наук.

## Биография
Юрий Федорович Орлов родился 13 августа 1924 года и провёл раннее детство в подмосковной деревне Храпуново. Отец — Фёдор Павлович Орлов (1903—1933), инженер в конструкторском бюро. Мать — Клавдия Петровна Орлова (урождённая Лебедева; 1907—1956), машинистка. В деревне он с раннего возраста видел реальную жизнь советского крестьянства в период коллективизации и раскулачивания. В 1931 году семья переехала в Москву. В 1933 году отец умер от туберкулёза.
С 1941 года работал токарем на станкозаводе имени Орджоникидзе.
Участник Великой Отечественной войны, младший лейтенант. В апреле 1945 года окончил Смоленское военное артиллерийское училище. С боями дошёл до Праги. После войны служил в городе Моздоке в должности командира взвода управления. С конца 1946 года — в запасе.
Работал истопником на фабрике в Москве, экстерном окончил среднюю школу.

## Физик
С 1947 по 1951 год учился на физико-техническом факультете МГУ (с 1951 года — МФТИ), получил диплом физфака МГУ в 1952 году.
В 1953 году стал сотрудником ТТЛ — Теплотехнической лаборатории Академии наук СССР. В то время ТТЛ была одной из сверхсекретных лабораторий «Атомного проекта СССР» (в 1958 году ТТЛ переименована в Институт теоретической и экспериментальной физики (ИТЭФ)).
В 1956 году на партийном собрании, посвящённом обсуждению доклада Хрущёва на XX съезде КПСС, выступил с заявлением, в котором он назвал И. Сталина и Л. Берию «убийцами, стоявшими у власти» и выдвинул требование «демократии на основе социализма». Вскоре был исключён из КПСС за социал-демократизм, лишён допуска к работе с секретными документами и уволен из института.
Директор Ереванского физического института А. Алиханьян принял Ю. Орлова на работу, и следующие 16 лет он жил и работал в Ереване. С 1956 года стал сотрудником Ереванского физического института Академии наук Армянской ССР.
Орлов разработал теорию устойчивости радиационного затухания пучков в электронном кольцевом ускорителе и внёс значительный вклад (совместно с А. П. Рудиком) в проектирование жёсткофокусирующих ускорителей протонов в ИТЭФ. 
В 1963—1964 годах на полставки сотрудник Института ядерной физики СОАН СССР в Новосибирске.
Старший научный сотрудник Института земного магнетизма, ионосферы и распространения радиоволн Академии наук СССР (с 1972 года). Уволен в 1973 году за поддержку академика А. Д. Сахарова.

## Публицист
Автор самиздата: статьи «О причинах интеллектуального отставания СССР» (1973), «Возможен ли социализм не тоталитарного типа?» (1975).
Орлов — автор автобиографического романа «Опасные мысли».

## Правозащитник
Член советской группы «Международной амнистии» (с 1973 года). Основатель и первый руководитель Московской Хельсинкской группы (МХГ, с 1976 года).
17 декабря 1976 года совместно с другими правозащитниками Орлов написал открытое письмо в защиту В. К. Буковского от клеветы на страницах «Литературной газеты».
С момента образования МХГ подвергалась постоянным преследованиям и давлению со стороны КГБ и других силовых органов советского государства. Члены группы подвергались угрозам, их вынуждали эмигрировать, заставляли прекратить правозащитную деятельность. С февраля 1977 года активистов Ю. Ф. Орлова, А. Гинзбурга, А. Щаранского и М. Ланду начали подвергать арестам.
Входил в Общественный совет Молодёжного правозащитного движения (МПД).

## Заключённый
Арестован 10 февраля 1977 года. За правозащитную деятельность («антисоветская агитация и пропаганда») 18 мая 1978 года был приговорён к 7 годам заключения и 5 годам ссылки, однако звания члена-корреспондента Армянской АН не был лишён. Политзаключённый (1977—1984), отбывал срок в колониях строгого режима «Пермь-35» и «Пермь-37», работал токарем. Принимал активное участие в акциях защиты прав осуждённых — писал и подписывал коллективные письма, обращения и заявления; участвовал в протестных забастовках и голодовках; в наказание лишался свиданий, многократно водворялся в ШИЗО и ПКТ.
В июле 1983 года федеральный канцлер Австрии Бруно Крайский ходатайствовал об освобождении Орлова, чтобы принять его в Австрии, но, по распоряжению генерального секретаря ЦК КПСС Ю. В. Андропова, письмо было оставлено без ответа. С 6 февраля 1984 года находился в ссылке в селе Кобяй Кобяйского района Якутской АССР).. Был досрочно освобождён из ссылки 28 сентября 1986 года, самолётами через Якутск, Полярный и Норильск доставлен в Москву.

## Высылка
В 1986 году Орлов был лишён советского гражданства и 5 октября 1986 года принудительно выслан из СССР в обмен на арестованного в США советского разведчика Геннадия Захарова, сотрудника представительства СССР в ООН. Одновременно были высланы активист борьбы за алию Беньямин Богомольный и американский журналист Николас Данилофф, глава московского корпункта журнала US News and World Report, арестованный по подозрению в шпионаже.

## За рубежом
В 1986—2008 годах — Senior Scientist Корнеллского университета, Newman Laboratory of Nuclear Studies.
С 1987 года — член коллаборации Muon g-2 в Брукхейвенской национальной лаборатории и позже в Фермилабе.
В 1988—1989 годах работал в CERN Visiting scientist.
3 июня 1989 года впервые после высылки побывал в Москве по приглашению завотделением ядерной физики Академии наук СССР Александра Скринского. После этого приезжал в СССР не раз.
В 1990 году Михаил Горбачёв восстановил советское гражданство Орлову и другим 23 видным эмигрантам и эмигрантам, которые потеряли его в период с 1966 по 1988 год.
В 1993 году получил гражданство США.
В 1998—2015 годах — член коллаборации EDM (Hadronic Electric Dipole Moments) в Брукхейвенской национальной лаборатории (консультант 1998—2009).
В 2008—2015 годах — профессор по физике и государству[прояснить] Корнеллского университета.
С 2015 года — Professor Emeritus Корнеллского университета.
C 2015 года — член коллаборации JEDI (Jülich Electric Dipole moment Investigations, Юлихский исследовательский центр).

## Личная жизнь
Первая жена (1951) — Галина Папкевич, работала техником на авиационном заводе.
Сыновья Александр, математический физик, Дмитрий.
Вторая жена (1961—1967) — Ирина Лагунова.
Сын Лев.
Третья жена — Ирина Орлова-Валитова (1972). Затем Ирина влюбилась в другого физика, Александра Барабанова, однако продолжала ездить к Юрию и поддерживать его, поскольку понимала, что, если она ему признается, это будет для него большим ударом. В конце концов Орловы разошлись. Ирина вышла замуж за Барабанова, а Орлов женился на американке.
Четвёртая жена — Сидни, преподавательница writing, умения излагать мысли, в Корнелле. Жили в доме в Итаке в десяти минутах езды от университетских лабораторий, в лесу.

## Почёт и награды
- Почётный председатель Международной Хельсинкской федерации по правам человека (с 1986 года).

- В 1995 году Американское физическое общество наградило Орлова медалью Николсона за гуманитарную деятельность.
- В 2006 году стал первым награждённым премией Андрея Сахарова, учреждённой Американским физическим обществом за заслуги учёных в вопросах защиты прав человека[21][22].

Юрий Орлов — один из героев документальных фильмов «Они выбирали свободу» (RTVi, 2005), «Параллели, события, люди» (2014) и «Барьер» (2015).